# Fistful of Metal
Fistful of Metal é o álbum de estreia da banda Anthrax, lançado em janeiro de 1984 pela Megaforce Records. Em 1988 este disco foi  relançado pela SPV junto com o EP Armed and Dangerous. A música "I'm Eighteen" é um cover do Alice Cooper, do álbum Love It to Death. O álbum é o único da banda a incluir Neil Turbin nos vocais e Dan Lilker no baixo.

## História
Danny Lilker e Scott Ian foram os fundadores da banda mas Ian resolveu expulsar Dan Lilker da banda depois de lançar o álbum. Ian teve várias razões para expulsá-lo, especialmente porque a banda percebeu que ele era preguiçoso e muito amador. Ele havia deixado de pagar sua parte do aluguel para as sessões de ensaio da banda e levou dois dias pra gravar a canção "I'm Eighteen".
Como seu substituto, a banda contratou o sobrinho do baterista Charlie Benante, Frank Bello, que tocou em todos os álbuns da banda desde então. Neil Turbin contribuiu com ideias das canções, letras, títulos e arranjos a algumas canções do álbum. Sentindo que as faixas do álbum eram muito fracas, Turbin saiu da banda e Scott Ian e Charlie Benante se tornaram a parceria de composição, com Ian escrevendo todas as letras e Benante escrevendo as canções. O termo "thrash metal" foi usado pela primeira vez pelo jornalista da revista britânica Kerrang! Malcom Dome, em referência a canção "Metal Thrashing Mad".

## Música
Com Fistful of Metal, Anthrax é considerada pioneira no estilo Thrash Metal, mesmo fora da região de Bay Area, onde o gênero surgiu. No álbum, a banda soava mais como Judas Priest, especialmente por causa dos vocais agudos de Neil Turbin, e fazia parte da cena speed metal. As canções do álbum tocam mais em temas violentos.

## Faixas
| Lado A |                                        |                                                                      |         |  |
| N.º    | Título                                 | Compositor(es)                                                       | Duração |  |
| 1.     | "Deathrider"                           | Neil Turbin, Dan Spitz, Scott Ian, Dan Lilker, Charlie Benante       | 3:30    |  |
| 2.     | "Metal Thrashing Mad"                  | Neil Turbin, Dan Spitz, Scott Ian, Dan Lilker, Charlie Benante       | 2:39    |  |
| 3.     | "I'm Eighteen" (cover de Alice Cooper) | Alice Cooper, Glen Buxton, Michael Bruce, Dennis Dunaway, Neal Smith | 4:02    |  |
| 4.     | "Panic"                                | Dan Lilker, Scott Ian, Neil Turbin                                   | 3:58    |  |
| 5.     | "Subjugator"                           | Neil Turbin, Dan Spitz, Scott Ian, Dan Lilker, Charlie Benante       | 4:38    |  |

| Lado B         |                     |                                    |         |  |
| N.º            | Título              | Compositor(es)                     | Duração |  |
| 1.             | "Soldiers of Metal" | Dan Lilker, Scott Ian, Neil Turbin | 2:55    |  |
| 2.             | "Death from Above"  | Dan Lilker, Scott Ian, Neil Turbin | 5:00    |  |
| 3.             | "Anthrax"           | Dan Lilker, Scott Ian, Neil Turbin | 3:24    |  |
| 4.             | "Across the River"  | Dan Lilker, Scott Ian              | 1:26    |  |
| 5.             | "Howling Furies"    | Dan Lilker, Scott Ian              | 3:55    |  |
| Duração total: | Duração total:      | Duração total:                     | 35:33   |  |

## Créditos
Anthrax
- Neil Turbin - Vocal
- Scott Ian - Guitarra
- Dan Spitz - Guitarra
- Danny Lilker - Baixo
- Charlie Benante - Bateria

Produção
- Carl Canedy - Produtor
- Chris Bubacz - Engenheiro
- Alex Perialas - Engenheiro assistente
- Jack Skinner - Masterização
- Jon Zazula - Produtor executivo